# Le Schtroumpfissime
Le Schtroumpfissime (Em Portugal: Estrumpfissimo ou Smurfíssimo, o rei dos smurfs, no Brasil: Strunfíssimo)  é o segundo álbum de aventura da série de quadrinhos franco-belga Les Schtroumpfs, e o nome do personagem fictício principal que assume o poder na ausência de  Le Grand Schtroumpf, A história foi escrita e desenhada por Peyo com Yvan Delporte como co-roteirista.

## História da publicação
Le Schtroumpfissime foi publicado na revista Spirou em 1964, Embora não seja a segunda história a aparecer em Spirou, foi a história titular a ser publicada em formato de livro.
Na edição original do livro francês de 1965, o quadrinho contém duas histórias, a primeira e Schtroumphonie en Ut, uma história sobre os esforços frustrados de um Schtroumpf para fazer uma música aceitável e ser enganado por Gargamel para tocar um instrumento musical encantado que um efeito desastroso em seus colegas Schtroumpfs.
Uma edição em inglês canadense apareceu em 1978 por Dupuis em colaboração com Granger Frères Limitée. Uma edição posterior foi publicada pela Random House. A edição em inglês dos quadrinhos apareceu em 1997, publicada por Hodder & Stoughton.
Outras traduções apareceram em alemão, holandês, espanhol, italiano, dinamarquês, polonês, catalão, chinês e sueco.

## Resumo da trama
Le Schtroumpfissime
Le Schtroumpfissime é um Schtroumpf regular cujo nome e posição reais nunca são declarados na aventura original em que ele é o personagem principal.
Quando  Le Grand Schtroumpf deixou a vila por algumas semanas para obter algumas folhas de Euphorbia (que ele precisava para completar uma poção de ervas para uso não revelado), os Schtroumpfs ficaram sem líder. Argumentos e brigas se seguiram quando todos reivindicaram o cargo e foram resolvidos apenas pela decisão de votar, embora a princípio todos anunciassem que estavam votando em si mesmos.
Um Schtroumpf em particular (mas sem nome) usou táticas demagógicas e fez promessas a quase todos os Schtroumpfs, e eles concordaram em votar nele. Ele também colocou cartazes, realizou um desfile, fez discursos de auto-elogio nas eleições e ofereceu rodadas de suco de framboesa. Logo, o único outro candidato era Schtroumpf à Lunettes, que, como sempre, simplesmente alegou que ele era o único Schtroumpf adequado, já que (segundo ele mesmo) "Le Grand Schtroumpf sempre dizia isso". Essa arrogância e palestras constantes realmente afastaram todos os outros Schtroumpfs dele.
O Schtroumpf obteve 98% dos votos - os outros dois foram para Schtroumpf à Lunettes, um cara inteligente, que era apoiado por ele mesmo, e Schtroumpf Maladroit: o Schtroumpf vencedor havia dito para ele votar no Schtroumpf à Lunettes, esperando que ele entendesse errado. quando se tratou da votação real.
O Schtroumpf vencedor, em seguida, passou a vestir roupas de cor dourada e pediu aos outros que se referissem a ele como "Le Schtroumpfissime". Os Schtroumpfs riram de sua pretensão, algo que ele próprio não aceitou com diversão. Em vez disso, ele decidiu ensinar-lhes o seu lugar e tornou-se autoritário. Os Schtroumpfs começaram a desprezá-lo quando ele foi corrompido pelo poder: o Le Schtroumpfissime impôs um regime repressivo e instalou uma tropa armada de guardas liderados por Hefty Schtroumpf, que puniu toda a oposição. Ele forçou os Schtroumpfs a construir um palácio para ele e os desgastou. Quando um dos presentes de Schtroumpf Farceur explodiu no Le Schtroumpfissime, ele ordenou que Schtroumpf Farceur fosse preso como um aviso.
Ironicamente, o único a mostrar-lhe algum apoio real foi Schtroumpf à Lunettes, mas, sendo do tipo que o vento sopra, ele mais tarde se juntou a um movimento de resistência. Os rebeldes (unidos por um Jokey Schtroumpf que escapou) se estabeleceram na floresta, insultando e provocando o Le Schtroumpfissime à distância. Ao oferecer as outras medalhas de ouro dos Schtroumpfs, o Le Schtroumpfissime conseguiu montar uma expedição na floresta para enfrentar a rebelião, mas foi um fracasso, com os rebeldes simplesmente recebendo mais recrutas no processo.
Para evitar mais deserções, o Le Schtroumpfissime cercou a vila por uma parede de madeira. Quando ele se recusou a abdicar, os rebeldes atacaram a vila. As tropas do Le Schtroumpfissime revidaram atirando-lhes tomates.
Os rebeldes acabaram rompendo a parede de madeira e a resultante batalha em larga escala continuou dentro da vila, causando destruição generalizada. Durante a luta, um rebelde pegou explosivos no laboratório de  Le Grand Schtroumpf e explodiu o castelo do Le Schtroumpfissime. O Le Schtroumpfissime ficou desamparado com apenas seus guardas para apoiá-lo. Ele ainda se recusou a resistir e a luta final estava prestes a começar quando Le Grand Schtroumpf voltou de sua jornada e exigiu saber o que estava acontecendo.
O repentino retorno da autoridade paterna trouxe um fim imediato à batalha e os Schtroumpfs envergonhados tiveram que se explicar ao Le Grand Schtroumpf. Ele ficou muito zangado com eles porque eles "se comportaram como humanos" e principalmente atribuíram a culpa ao Le Schtroumpfissime. Extremamente arrependido, o ex-Le Schtroumpfissime simplesmente anunciou sua abdicação e voltou para sua antiga casa, pegou um balde e uma vassoura e disse que iria limpar todos os danos que a vila sofrera. Os outros Schtroumpfs sentiram pena dele e ofereceram sua ajuda, alegando que a culpa também era deles e que ainda gostavam dele. O ex-Le Schtroumpfissime ficou emocionado com isso, assim como Le Grand Schtroumpf, que perdoou a todos.
A roupa do Le Schtroumpfissime foi usada como espantalho.
Smurphony in C
Um Schtroumpf sem nome é rejeitado da orquestra da vila, pois toca mal todos os instrumentos (até o triângulo!). Ele conhece uma fada estranha que lhe dá um instrumento mágico, o "turlusiphon", que sempre toca bem. No entanto, quando os Schtroumpf tocam o turlusiphon para os outros Schtroumpfs, eles dormem. O Schtroumpf descobre que a fada era realmente Gargameldisfarçado e vai ao laboratório de Gargamel para encontrar a cura para o sono induzido por turlusifão, e enfrenta Gargamel e seu gato Azrael. Infelizmente, os livros de Gargamel dizem que não há cura conhecida para o turlusiphon. Irritado, o Schtroumpf chuta o turlusiphon na chaminé e sai da casa de Gargamel. Na vila, Harmony (como o Schtroumpf agora se chama) pega seu velho trompete e decide tocar um requiem para seus colegas Schtroumpfs. O milagre acontece quando sua música é tão terrível que desperta os Schtroumpfs. Os Schtroumpfs decidem aceitá-lo na orquestra devido ao seu heroísmo, mas ainda cobrem os ouvidos quando ele toca.

## Questão
Na história do Le Schtroumpfissime, Peyo e Yvan Delporte (o escritor) parecem fazer vários comentários sobre o governo, o tempo que os políticos serão eleitos (como fazer promessas que não cumprem) e a corrupção e abuso de poder . Por esses padrões, a história pode ser considerada uma sátira na Alemanha nazista ; que foi particularmente comovente na Europa pós-Segunda Guerra Mundial, a maioria dos analistas concordando que Adolf Hitler tomou o poder por meios perfeitamente legais antes de impor uma ditadura. Na edição holandesa, esse link foi ainda mais aparente, pois o título da história era "O Smurfführer" (uma referência ao título alemão "Führer" que Hitler usou) em vez de "Le Schtroumpfissime". O constrangimento que os Schtroumpfs sentem quando o  Le Grand Schtroumpf retorna faz com que a batalha final pareça um jogo no pátio da escola que ficou fora de controle.

## Em outras mídias
Quando a história foi transformada no episódio King Smurf de desenho animado que foi produzida pela Hanna-Barbera, Schtroumpf à Lunettes é o Le Schtroumpfissime. A desastrosa campanha florestal de "Sua Majestade" é eliminada; O palácio de Brainy é destruído não por uma bomba, mas por uma inundação quando a barragem no rio Schtroumpf quebra. Por fim, Brainy explica a moral do episódio, que "ser um bom líder significa mais do que apenas dar ordens".
Na versão animada de Smurphony in C, a melodia da smurphony é baseada em uma gavotte de Beethoven. Além disso, o instrumento que a "fada" (Gargamel) oferece à harmonia é chamado de "shazala-kazoo